# 中馬馨
中馬 馨（ちゅうま かおる、1904年（明治37年）11月20日 - 1971年（昭和46年）11月8日）は、日本の政治家。大阪市長（1963年 - 1971年）。元衆議院議員の中馬弘毅は長男。

## 経歴
1904年11月20日宮崎県児湯郡三納村（現：西都市）に中馬重顕の長男として出生。1916年宮崎県立宮崎中学校（現：宮崎県立宮崎大宮高等学校）入学。1920年攻玉社中学校（現：攻玉社中学校・高等学校）に編入し、1922年卒業。
1926年第一早稲田大学高等学院卒業。1929年早稲田大学政治経済学部政治学科を卒業。大阪市役所に奉職。若い頃から關一ら歴代市長の側近にあって市政の枢要に触れる。市民局長、総務局長を経て、1948年に助役となり、大阪市立大学の開設、ジェーン台風被災者の救援活動に尽力した。1956年、大阪市助役を退任する。
1963年、社会党・共産党・民社党、各労働組合や部落解放同盟の推薦を受け大阪市長選挙にクーデター的立候補し、自民党推薦候補を破り当選を果たす。
2期目以降は共産党を除いた各党相乗りの選挙となり、3選を果たす。この間第13代全国市長会会長、日本万国博覧協会理事などを務めたが、3期目就任から間もない1971年11月8日、市長在職中のまま死去した。66歳没。翌9日、特旨を以て位記を追賜され、死没日付をもって従三位勲二等に叙され、旭日重光章を追贈された。

## 功罪
市長就任後は25年先を目標とするマスタープランを策定し、地下鉄網・高速道路網の整備拡張、大阪駅前再開発や船場センタービル・大阪マーチャンダイズ・マートビル (OMM) 等の建設を推進した。市営地下鉄の路線拡張に力を入れたことで、「地下鉄市長」と呼ばれた。
一方で、在職中に労働組合や部落解放同盟との馴合いを深め、その結果、いわゆる「公務員天国」となったことが、昭和期から平成中期までの数十年に渡る大阪市行政の腐敗を生み出した原因の一つとなった。

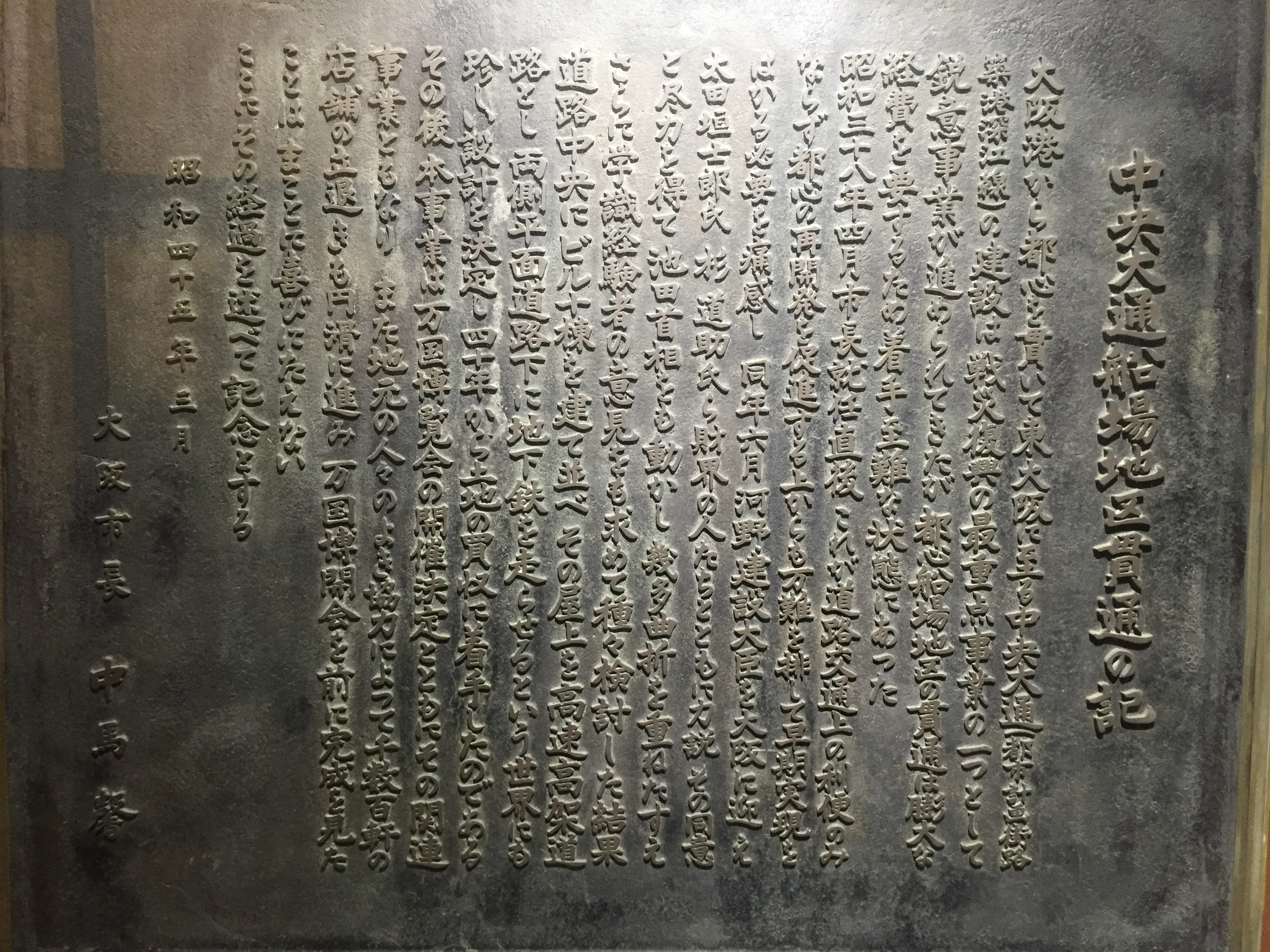
中央大通船場地区貫通の記

## エピソード
- 大阪市長在任中に、大阪港の防潮堤新築工事を国に陳情しようと当時の大蔵大臣だった田中角栄と会談した時、田中角榮から「大阪港の防潮堤工事は大蔵省が費用を出して国の責任でやろう。しかしその代わり、大阪市内の路面電車（大阪市電）を廃止してもらいたい。社会党系の市長のあんたが『大阪の路面電車を廃止します』と言えば、東京の自民党や（東京都の）労働組合も（東京都電の廃止に）反対しないんだ。是非お願いしたい」と言われた逸話がある[3]。
- 大阪市の市域拡張を主張しており、1963年には大阪市会決算特別委員会で「最終的には現在の府下全部を最終的に大阪市域にするのが好ましい」と述べていた[4]。
- 1923年、関東大震災発生当時（早稲田大学在学中であった）、叔母の家に見舞いに行く途中群集に取り囲まれて下富坂警察署に連行され、「死を覚悟」する程の暴行を受けたという[5]。
- 墓は豊中市の服部霊園にあり、墓地使用料と管理料は大阪市が負担していたが、2006年になり大阪市議会の要求で撤去を迫られ、現在、広大な跡地は市民の霊園として利用されている。